# Ослинник двулетний
Осли́нник двуле́тний, или Энотера двулетняя, или Перелет (лат. Oenothéra biénnis) — двулетнее растение семейства Кипрейные, родом из Северной Америки. Медоносное и кормовое растение.

## Ботаническое описание

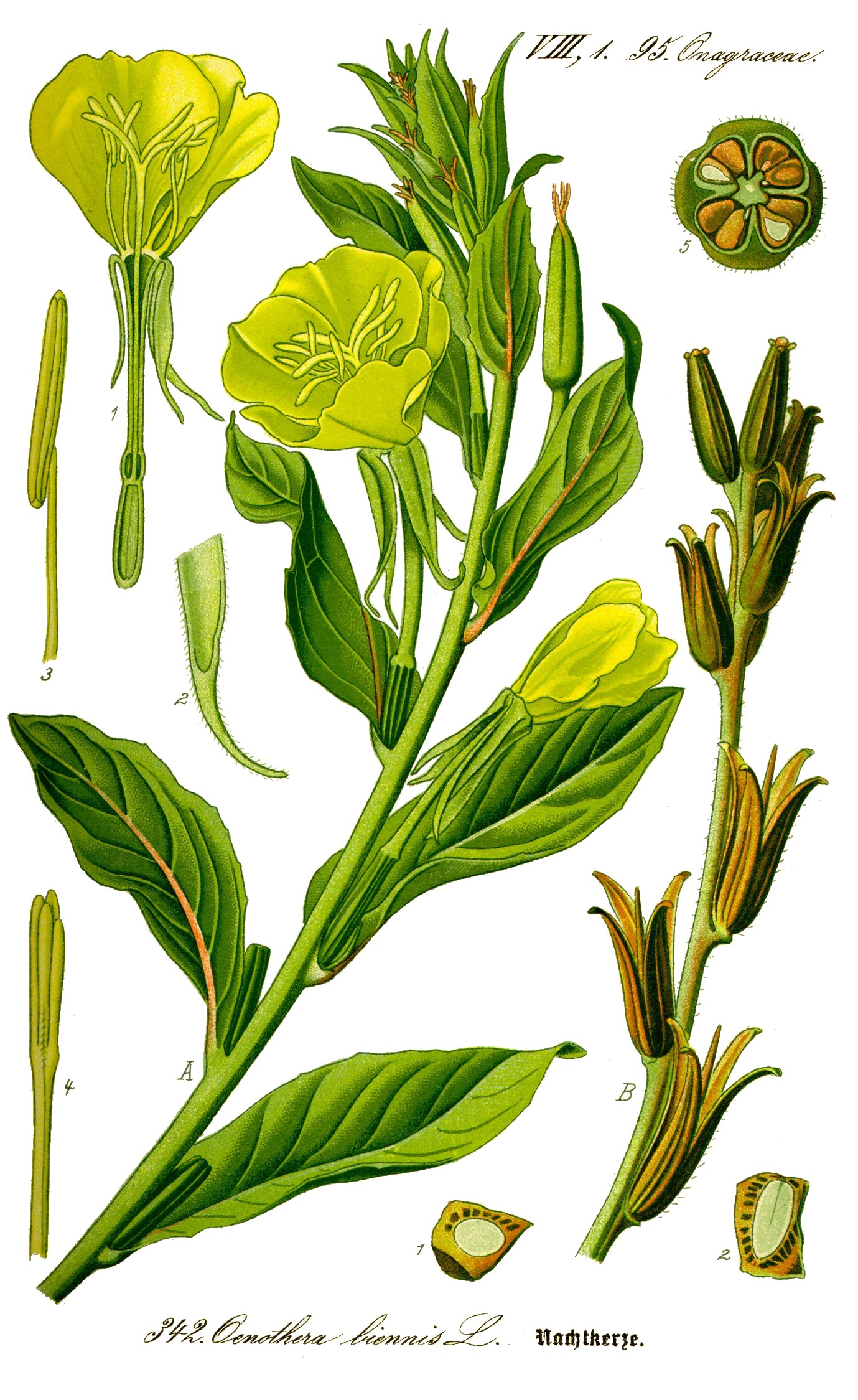
Ботаническая иллюстрация из книги О. В. Томе Flora von Deutschland, Österreich und der Schweiz (1885)

Двулетник. На первый год даёт розетку листьев, прилегающих к почве, на второй — стебель, несущий соцветие-кисть.
Прикорневые листья эллиптические, с суживающимся к черешку основанием, цельнокрайные, остроконечные; стеблевые листья почти сидячие, широколанцетные, с мелкозубчатым краем.

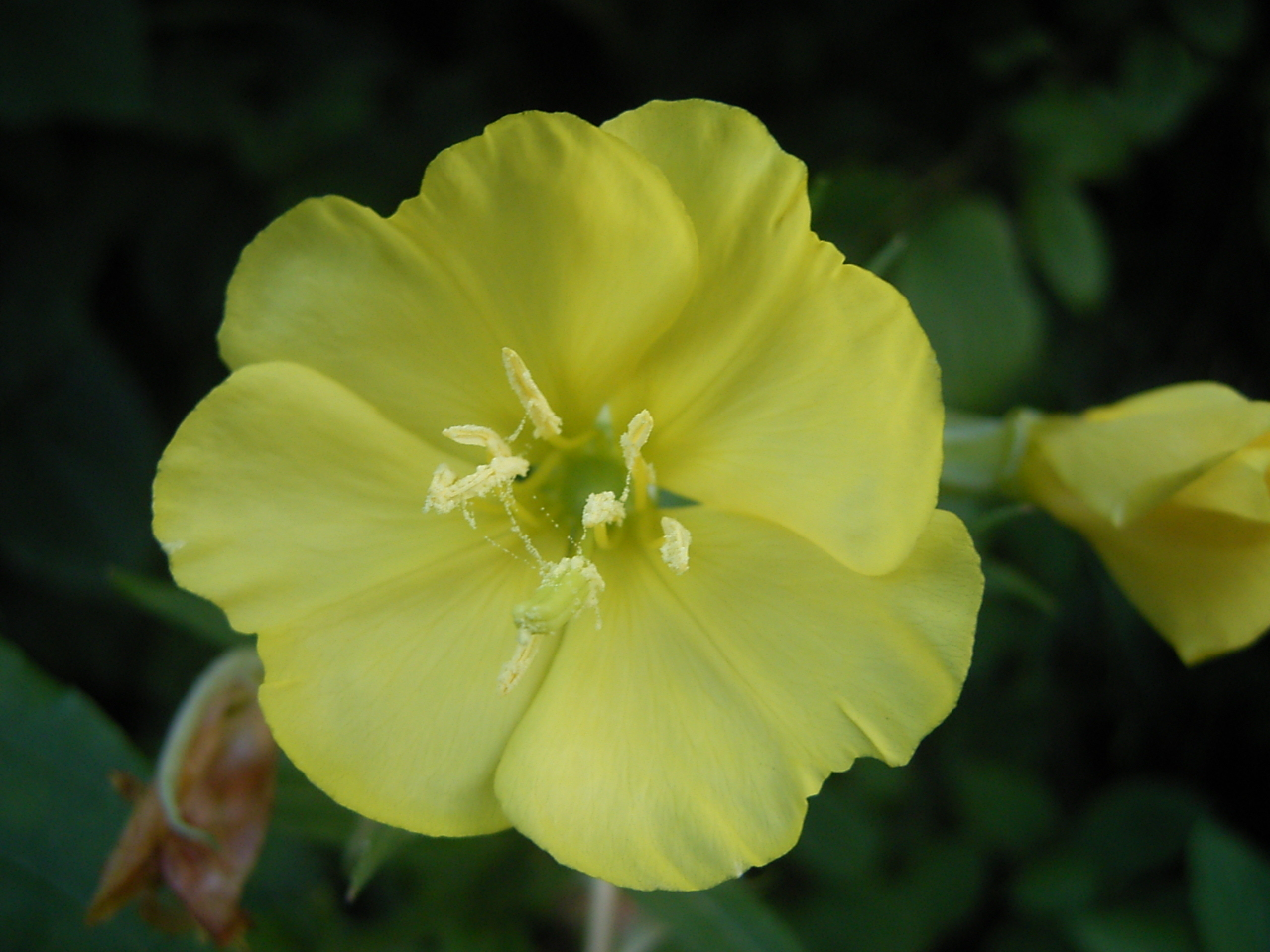
Цветок ослинника двулетнего крупным планом

Цветки лимонно-жёлтые, лепестки длиной до 2 см, с выемкой. Цветёт ослинник с середины июня (на юге) — начало июля (в Центральной России) и до сентября, плодоносить начинает с конца июля.

## Распространение и экология
Естественный ареал — Северная Америка. Был завезён в Европу в XVII веке, а затем распространился далее на восток. Сейчас в диком виде произрастает в средней полосе России, а также в Предкавказье и на Дальнем Востоке.
Предпочитает слегка увлажнённые местообитания. Так, его можно встретить на песчаных наносах по берегам рек, в поймах. Также является рудеральным растением — растёт по обочинам дорог, насыпям, на сорных местах.

## Значение и применение

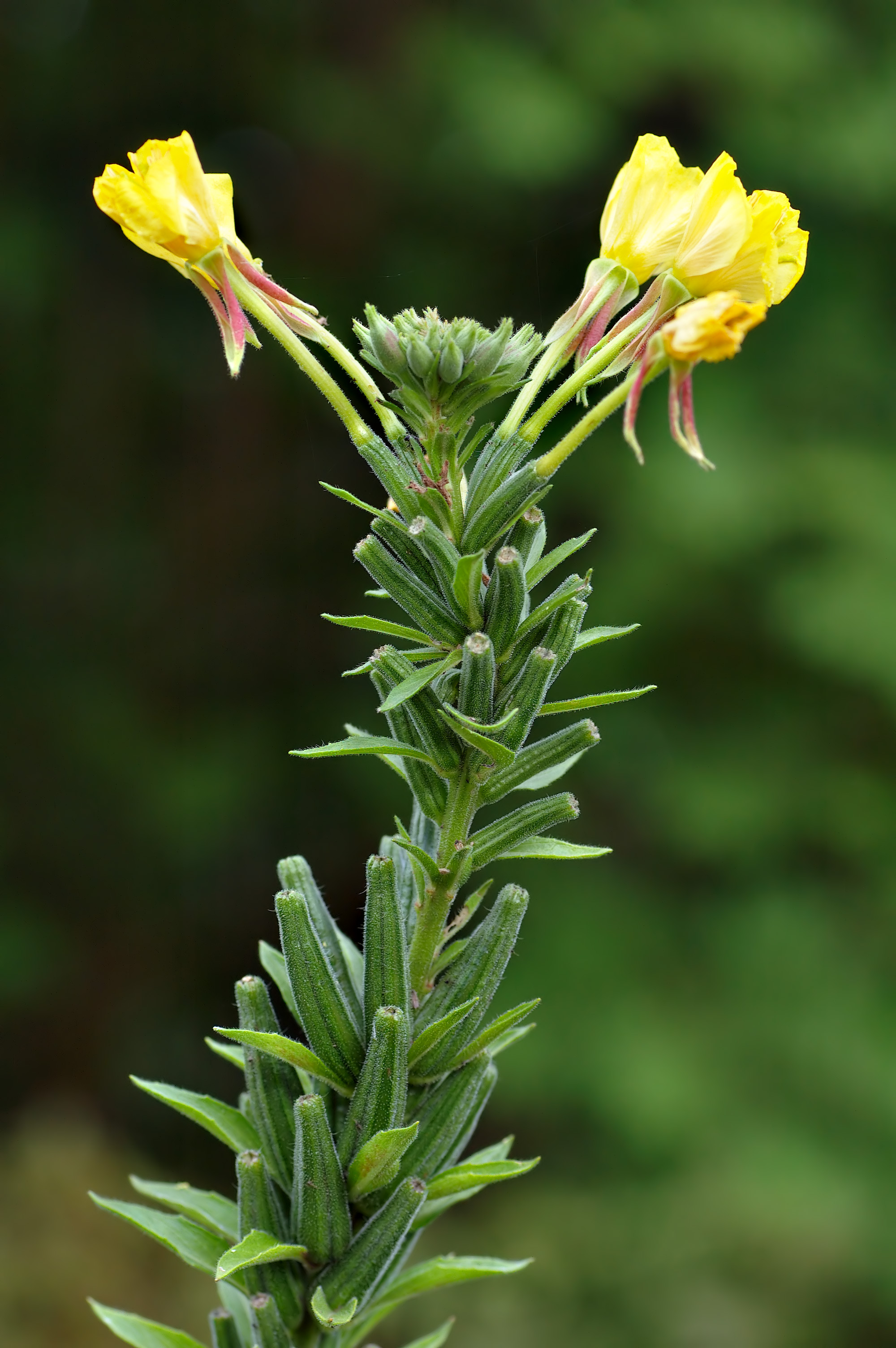
Декоративная гибридная форма

Ценное пастбищное растение. Хорошо поедается скотом и в особенности овцами и крупным рогатым скотом. Поедается пятнистыми оленями. Листья и корни удовлетворительно поедаются свиньями. Корни можно скармливать свиньям в варёном виде.
В цветоводстве ослинник получил распространение как красивоцветущее растение. Под названием энотера разводятся гибридные сорта ослинника.

## В пчеловодстве
Медоносное растение. Пчёлы собирают нектар с ослинника двухлетнего с момента раскрытия цветка до глубокой ночи и возвращаются утром, ещё до восхода солнца. Они наполняют зобик, посетив всего один-два цветка, настолько крупные в них капли нектара. Изученная мёдопродуктивность разных экотипов в условиях Рязанской области показала следующие результаты: среднерусский экотип 40,1 кг/га, кавказский 87,8 кг/га, центрально-европейский 151,1 кг/га. Продолжительность цветения в этих же условиях у разных экотипов составила: 57 дней у среднерусского экотипа, 62 дня у кавказского и 75 дней у центрально-европейского.
Мёд тёмно-жёлтого цвета с зеленоватым оттенком. Пригоден для зимовки пчёл.
Второстепенный пыльценос. Масса пыльников одного цветка 14,0—18,0 мг, а пыльцепродуктивность 4,7—6,0 мг. Пыльца жёлтого цвета, очень липкая, пчёлы её не собирают.

## Химический состав
Растение собранное в июне в мг на 1 кг сухого вещества содержало в листьях 4036 мг аскорбиновой кислоты, а в цветках 2536. Аскорбиновая кислота обнаружена лишь в обратимо окисленной форме.
По одним данным семена в сухом состоянии содержат: 7,1 % золы, 15,6 % протеина, 19,6 % жира, 17,0 % клетчатки, 40,7 % БЭВ. По другим данным жира содержит 28,4 % (иодное число 147,68). В семенах найдено 5,6-5,7 % пальмитиновой , 26,4-27,6 % олеиновой, 58,1-64,5 линолевой кислоты.
В стеблях, листьях, цветках алкалоидов не обнаружено.

## Классификация

### Таксономическое положение
- Oenothera biennis L., 1753, Sp. Pl. : 346

Вид Ослинник двулетний входит в род Ослинник (Oenothera) семейства Кипрейные (Onagraceae) порядка Миртоцветные (Myrtales) последовательно входящий в клады Мальвиды → Розиды → Суперрозиды → Эвдикоты → Цветковые растения. Таксономическая схема в соответствии с Системой APG IV по состоянию на декабрь 2023 года:
|  |                          |  |                                   |                                   |                     |  | 9 семейств | 9 семейств |                        |  |                        |  | еще 166 подтвержденных видов и 157 таксонов в статусе "неподтвержденных" | еще 166 подтвержденных видов и 157 таксонов в статусе "неподтвержденных" |  |
|  |                          |  |                                   |                                   |                     |  | 9 семейств | 9 семейств |                        |  |                        |  | еще 166 подтвержденных видов и 157 таксонов в статусе "неподтвержденных" | еще 166 подтвержденных видов и 157 таксонов в статусе "неподтвержденных" |  |
|  |                          |  |                                   | порядок Миртоцветные              |                     |  |            |            | род Ослинник           |  |                        |  |                                                                          |                                                                          |  |
|  |                          |  |                                   | порядок Миртоцветные              |                     |  |            |            | род Ослинник           |  | 1 внутривидовой таксон |  |                                                                          |                                                                          |  |
|  | клада Цветковые растения |  |                                   |                                   | семейство Кипрейные |  |            |            | вид Ослинник двулетний |  |                        |  |                                                                          |                                                                          |  |
|  | клада Цветковые растения |  |                                   |                                   |                     |  |            |            |                        |  |                        |  |                                                                          |                                                                          |  |
|  |                          |  | ещё 63 порядка цветковых растений | ещё 63 порядка цветковых растений |                     |  |            | еще 21 род | еще 21 род             |  |                        |  |                                                                          |                                                                          |  |
|  |                          |  |                                   | ещё 63 порядка цветковых растений |                     |  |            |            | еще 21 род             |  |                        |  |                                                                          |                                                                          |  |

### Синонимы
- Brunyera biennis (L.) Bubani
- Oenothera biennis f. biennis
- Oenothera biennis f. grandiflora (L'Hér.) D.S.Carp.
- Oenothera biennis f. muricata (L.) H.Lév. ex Thell.
- Oenothera biennis subf. latifolia (Asch.) Thell.
- Oenothera biennis subsp. caeciarum Munz
- Oenothera biennis subsp. centralis Munz
- Oenothera biennis subsp. chicaginensis (de Vries ex Renner & Cleland) Á.Löve & D.Löve
- Oenothera biennis subsp. suaveolens (Pers.) Rouy & E.G.Camus
- Oenothera biennis var. angustifolia Renner
- Oenothera biennis var. biennis
- Oenothera biennis var. cantabrigiana B.M.Davis
- Oenothera biennis var. grandiflora (L'Hér.) Lindl.
- Oenothera biennis var. leptomeres Bartlett
- Oenothera biennis var. muricata (L.) Torr. & A.Gray
- Oenothera biennis var. pycnocarpa Wiegand
- Oenothera biennis var. rubricaulis Farw.
- Oenothera biennis var. sulphurea de Vries ex Bartlett
- Oenothera brevispicata Hudziok
- Oenothera cambrica Rostański
- Oenothera cambrica var. impunctata Rostański
- Oenothera carinthiaca Rostański
- Oenothera casimiri Rostański
- Oenothera chicaginensis de Vries ex Renner & R.E.Cleland
- Oenothera chicaginensis var. bartlettii Soldano
- Oenothera chicaginensis var. minutiflora Rostański & V.Jehlík
- Oenothera chicaginensis var. parviflora Renner
- Oenothera chicagoensis Renner ex R.E.Cleland & Blakeslee
- Oenothera communis f. canescens H.Lév.
- Oenothera compacta Hudziok
- Oenothera ersteinensis R.Linder & R.Jean
- Oenothera flaemingina Hudziok
- Oenothera furca Boedijn
- Oenothera gaurodes var. brevicapsula (Bartlett) R.R.Gates
- Oenothera gauroides Hornem.
- Oenothera glabra Mill.
- Oenothera grandiflora var. tracyi (Bartlett) R.R.Gates
- Oenothera grandifolia R.R.Gates
- Oenothera inconspecta Hudziok
- Oenothera indivisa Hudziok
- Oenothera jueterbogensis var. macrosperma Hudziok
- Oenothera latipetala (Soldano) Soldano
- Oenothera macrosperma (Hudziok) Hudziok
- Oenothera marinellae Soldano
- Oenothera media Link
- Oenothera mediomarchica Hudziok
- Oenothera muricata L.
- Oenothera muricata var. latifolia Asch.
- Oenothera muricata var. rhodoneura Renner
- Oenothera muricata var. rubricaulis Farw.
- Oenothera nissensis Rostański
- Oenothera nissensis var. fiedleri Gutte & Rostański
- Oenothera novae-scotiae var. serratifolia R.R.Gates
- Oenothera numismatica Bartlett
- Oenothera obscurifolia Hudziok
- Oenothera octolineata Hudziok
- Oenothera paradoxa Hudziok
- Oenothera paralamarckiana R.R.Gates
- Oenothera parviflora var. muricata Farw.
- Oenothera pedemontana Soldano
- Oenothera pellegrinii Soldano
- Oenothera pratincola var. numismatica (Bartlett) R.R.Gates
- Oenothera purpurata Kleb.
- Oenothera pycnocarpa G.F.Atk. & Bartlett
- Oenothera pycnocarpa var. cleistogama R.R.Gates
- Oenothera pycnocarpa var. parviflora R.R.Gates
- Oenothera pyramidiflora Hudziok
- Oenothera Реннер, Отто Renneri
- Oenothera royfraseri R.R.Gates
- Oenothera rubiennis de Vries
- Oenothera rubricaulis Kleb.
- Oenothera rubricaulis var. dentifolia V.Jehlík & Rostański
- Oenothera rubricaulis var. longistylis Gutte & Rostański
- Oenothera rubricauloides Rostański
- Oenothera sabulosa Farw.
- Oenothera sackvillensis R.R.Gates
- Oenothera sackvillensis var. albiviridis R.R.Gates
- Oenothera sackvillensis var. royfraseri (R.R.Gates) R.R.Gates
- Oenothera salicastrum de Vries
- Oenothera sesitensis Soldano
- Oenothera shulliana A.H.Sturtev.
- Oenothera stenomeres Bartlett
- Oenothera stucchii Soldano
- Oenothera suaveolens Pers.
- Oenothera suaveolens var. latipetala Soldano
- Oenothera tacikii Rostański
- Oenothera tracyi Bartlett
- Oenothera victorinii R.R.Gates & Catches.
- Oenothera victorinii var. intermedia R.R.Gates
- Oenothera victorinii var. parviflora R.R.Gates
- Oenothera victorinii var. undulata R.R.Gates
- Oenothera wratislaviensis Rostański
- Onagra biennis Scop.
- Onagra biennis var. grandiflora (L'Hér.) Lindl.
- Onagra chrysantha Spach
- Onagra chrysantha var. latifolia Spach
- Onagra europaea Spach
- Onagra media Spach
- Onagra muricata Moench
- Onagra vulgaris Spach
- Onosuris acuminata Raf.